# Sofia Djama
Sofia Djama (arab. ‏صوفيا جاما‎; ur. 1979 w Oranie) – algierska reżyserka i scenarzystka filmowa.

## Życiorys
Urodziła się w Oranie, ale dorastała w Bidżai. W 1999 przeniosła się do Algieru, by studiować filologię obcą i literaturę. Następnie równocześnie pracowała w reklamie oraz pisała opowiadania i scenariusze do swoich przyszłych krótkich metraży. Debiutancka krótkometrażówka Mollement, un samedi matin (2012) przyniosła jej dwie nagrody na MFF w Clermont-Ferrand.
Międzynarodową uwagę zwróciła na siebie pełnometrażowym debiutem fabularnym pt. Błogosławieni (2017). Obraz ten był mozaiką losów Algierczyków żyjących po zakończeniu wojny domowej i opisywał ich najważniejszy dylemat życiowy - zostać w dalekim od doskonałości kraju czy też wyjechać po lepsze życie do Francji. Film miał swoją premierę w sekcji „Horyzonty” na 74. MFF w Wenecji, gdzie zdobył trzy nagrody, w tym aktorską dla Lyny Khoudri.
Djama udziela się społecznie i uważa za aktywistkę. W 2015 wsparła internetową kampanię poparcia dla młodej kobiety, której odmówiono wstępu na teren uniwersytetu za zbyt krótką spódnicę. Reżyserka zasiadała w jury sekcji „Horyzonty” na 79. MFF w Wenecji (2022).